# Ахтубинск (аэродром)
А́хту́бинск — крупный военный аэродром в Астраханской области, на северо-восточной окраине одноимённого города. Другие названия: Владимировка (по названию ближайшей железнодорожной станции), Жасмин (условное наименование аэродрома в советский период). Градообразующее предприятие города Ахтубинск.
Аэродром принадлежит 929-му Государственному лётно-испытательному центру Министерства обороны имени В. П. Чкалова. Используется для испытательных и тренировочных полётов военных воздушных судов. В 20 км от аэродрома находится самый большой авиаполигон в России — Грошево (Владимировка).
В 2013 году на аэродроме построена новая бетонная ВПП 12L/30R размерами 4000×65 м. Стоимость строительства составила 4,3 миллиарда рублей. Вторая очередь реконструкции военного аэродрома начата 1 июня 2017 года.

## Данные аэродрома
- Наименование: Ахтубинск (Akhtubinsk)
- КТА: N48.30808° E046.20297°
- Превышение: 7 м (1 гПа)
- Позывной — подход 124.0 МГц «Грачевка»
- Нкр 600 м
- Регламент работы — действующий
- ВПП 1: 12R/30L, 2500 х 49
- Освещение: Постоянное
- Круг полётов: RL
- Покрытие: Твёрдое (бетон)
- ВПП 2: 10/28, 4017 х 70
- Освещение: По запросу
- Круг полётов: нет
- Покрытие: Твёрдое (бетон)
- ВПП 3: 12L/30R, 4000 х 60
- Освещение: нет
- Круг полётов: RL
- Покрытие: Твёрдое (железобетон)
- ВПП 4: 05/23, 2407 х 18
- Освещение: нет
- Круг полётов: нет
- Покрытие: Твёрдое (железобетон)

Примечание: ИВПП-10/28 не используется, маркировки не имеет

## Происшествия и катастрофы (список неполный)
- 30 июня 1948 года, катастрофа самолёта (тип неизвестен), Ахтубинск. Летчик-испытатель, Герой Советского Союза, участник Парада Победы в Москве, к-н Луценко В. Д. погиб при выполнении испытательного полета.
- 27 октября 1949 года, катастрофа самолёта Ла-15, Ахтубинск, летчик-испытатель к-н Гринфильд Э. С. Летчик погиб при проведении первого показа авиационной техники.
- 9 апреля 1963 года. Катастрофа самолёта Су-7Б, аэродром Ахтубинск, лётчик-испытатель м-р Гроцкий В. И. Лётчик погиб при выполнении испытательного полета.
- 18 апреля 1964 года, катастрофа самолёта Су-7БКЛ, аэродром Владимировка (Ахтубинск), лётчик-испытатель Кознов А. А. Выполнялся взлёт с подвешенными пороховыми ускорителями и с тремя авиабомбами. В корпусе ускорителя на стороне, примыкающей к фюзеляжу, было технологическое отверстие, заглушенное пробкой, которую при взлете выбило. Струя газа от горящего пороха сразу же прожгла обшивку фюзеляжа, в этом месте как раз проходила тяга управления. Она тут же перегорела, поршень бустера ушел в крайнее положение. Самолет преждевременно оторвался от полосы и потеряв скорость, упал и взорвался вместе с бомбами. Лётчик погиб.
- 27 июня 1966 года, катастрофа самолёта Як-28, аэродром Ахтубинск, лётчик-испытатель п/п-к Трубин А. М. Лётчик погиб при выполнении испытательного полета.
- 19 сентября 1966 года. Катастрофа самолёта Ту-22Р, аэродром Ахтубинск, экипаж лётчика-испытателя п-ка Черно-Иванова В. Ф. Испытательный полёт на проверку функционирования автоматического управления полётом. В результате отказа техники началась продольная раскачка самолёта. Штурман катапультировался успешно, радисту и командиру не хватило высоты.
- 22 апреля 1967 года, катастрофа самолёта Ту-22РД, аэродром Ахтубинск, КК лётчик-испытатель п/п-к Корчагин В. И. Отказ генератора переменного тока, с последующим пожаром на борту. Самолёт упал, экипаж погиб.
- 27 июня 1967 года (на мемориальной доске и 9 могилах членов экипажей в Миргороде указана дата 28 июля). Катастрофа двух Ту-16 (экипажи майора В. П. Шумкова и ст. л-та И. А. Виноградова). Ту-16 с Миргородского аэродрома выполняли задание по постановке электронных помех истребителям системой «Букет» на Ахтубинском полигоне по заданию НИИ. После выполнения задания экипажи получили разрешение на возвращение домой, но в результате манёвра (уклонение от истребителя, летевшего впереди с пересекающим курсом) самолёты столкнулись. Два члена экипажа (правый лётчик ст. л-т Бандур и стрелок-радист) при ударе были выброшены из самолётов и успешно приземлились на парашютах. Остальные члены экипажей погибли. 9 из них похоронены в Миргороде на старом городском кладбище по ул. Гурамишвили. Могилы ст. л-та И. А. Виноградова среди них нет. Тут же находятся две могилы членов семьи: Кузнецовой Юлии Ивановны (10.09.1937 — 30.09.1994) и Мальцева Серёжи (01.01.1963 — 06.03.1976). Установлен монумент с датой события.
- 30 октября 1967 года. Катастрофа самолёта МиГ-25П, аэродром Ахтубинск (по другим данным — Жуковский). Лётчик-испытатель Лесников И. И. Полёт на установление мирового рекорда скороподъёмности. При разгоне самолёта появился левый крен. Несмотря на попытки его устранения, крен нарастает уже с опусканием носа. Продолжая отклонять рули против кренения, лётчик выключает форсажи. Самолёт с креном столкнулся с землёй, лётчик погиб. Причина ЛП — реверс элеронов из-за превышения ограничений по скорости полёта.
- 23 сентября 1970 года, катастрофа самолёта МиГ-23С, аэродром Ахтубинск (других данных нет).
- 2 апреля 1971 года, катастрофа самолёта МиГ-21ПФ, аэродром Ахтубинск, летчик-испытатель п/п-к Соколовский В. А. Лётчик погиб при выполнении испытательного полёта.
- 30 мая 1973 года, во время испытательного полёта (аэродром Ахтубинск), на скорости 1100 км/ч и высоте около километра МиГ-25П, пилотируемый А. Кузнецовым, вошёл в неконтролируемое вращение. При катапультировании лётчик получил тяжёлые травмы, несовместимые с жизнью.
- 28.08.1973 год. Самолёт Су-24 (Т-6-4), аэродром Ахтубинск. Титановый пожар двигателя, обрыв лопатки. Экипаж: Лаврентьев Сталь Александрович — заслуженный лётчик-испытатель СССР, полковник, и штурман-испытатель Юров Михаил Сергеевич — погибли.
- 10 июля 1974 года произошла авария самолёта Су-24, КЭ — заслуженный лётчик-испытатель, Герой Советского Союза, п-к Щербаков А. А. При испытании на прочность произошло разрушение механизма поворота левой консоли крыла, возник пожар с последующим отказом всех систем. Экипаж успешно катапультировался.
- 12.06.1974 год. Самолёт Су-24 (Т-6-7), аэр. Ахтубинск. При заходе на посадку подкрыльевой пилон вместе с внешним топливным баком неожиданно развернуло под большим углом к набегающему потоку, самолёт с большим скольжением и креном пошёл к земле. Экипаж успешно катапультировался.
- 20 сентября 1979 года на аэродроме Ахтубинск, ГК НИИ ВВС, пожар на самолёте МиГ-31 из-за утечки топлива. Экипаж (лётчик Пётр Остапенко и штурман Леонид Попов) успешно катапультировался.
- 27 сентября 1979 года, катастрофа самолёта МиГ-21УМ, аэродром Ахтубинск, экипаж: лётчик-испытатель п-к Кононов Н. И. и п/п-к Тараканов Ю. И. Экипаж погиб при выполнении испытательного полета на сложный пилотаж под шторкой по дублирующим приборам. Причины ЛП не установлены.
- 24 октября 1979 года. Катастрофа самолёта МиГ-27, аэродром Ахтубинск. Летчик-испытатель Центра подготовки космонавтов м-р Иванов Л. Г. погиб при выполнении испытательного полета.
- 15.09.1981 год. Испытательный полёт. Экипаж, в составе: Рухлядко Николай Васильевич — заслуженный лётчик-испытатель СССР, подполковник, и Лотков Владимир Александрович — лётчик-испытатель, полковник. После очередного выхода на максимальную скорость на высоте одного километра экипаж услышал сзади за кабиной какой-то взрыв и самолёт тут же пошёл «на нос». Лотков — успешно катапультировался, Рухлядко — погиб.
- 28 апреля 1982 года произошла катастрофа самолёта МиГ-27, аэродром Ахтубинск, заслуженный лётчик-испытатель СССР, Герой Советского Союза, п-к Стогов Н. И. Лётчик выполнял облёт КЗА. На высоте 6000 метров, на дозвуковой скорости сделал несколько пологих наборов высоты и таких же снижений и вдруг самолет, постепенно увеличивая угол пикирования и скорость, начал падать. Летчик не вмешивался в управление почти до земли. Сохранившиеся записи КЗА показали, что перед самым ударом лётчик полностью взял ручку управления на себя, но было уже поздно — через мгновение самолет на скорости около 900 км/час столкнулся с землёй, лётчик погиб. Предположительная причина катастрофы — потеря лётчиком работоспособности.
- 23 марта 1983 года, катастрофа самолёта МиГ-23УБ, аэродром Ахтубинск, экипаж: лётчик-испытатель, п/п-к Головин В. В. и летчик-испытатель м-р Ильин А. П. Экипаж погиб при выполнении испытательного полета.
- 3 июля 1984 года, катастрофа самолёта Су-24М, аэр. Ахтубинск, КЭ лётчик-испытатель Сидоренко А .Ф., ШЭ лётчик-испытатель Шаповал Г. Н. При пуске ракет загорелся один из двигателей. При катапультировании командир экипажа погиб, штурман выжил.
- 16 июля 1983 года под Ахтубинском при прочностных испытаниях, на высоте 1000 метров и при максимальной приборной скорости свыше 1000 км/час, разрушился носок и часть консоли крыла самолёта Су-27, который пилотировал Н. Ф. Садовников. Лётчик посадил самолёт без большей части консоли крыла и с обрубленным килем, тем самым предоставив бесценный материал разработчикам машины (в схожих обстоятельствах 25.05.84 г. был потерян опытный самолёт Т-10-21 в ЛИИ, лётчик катапультировался).
- 23.11.1984 год. Авария опытного Су-27 (Т10-25), лётчик Н. Ф. Садовников. При выполнении полета на полигоне ГК НИИ ВВС в Ахтубинске, из-за разрушения трубопровода гидросистемы управления рулями направления летчику пришлось катапультироваться.
- ?.?. 1984 год. Авария Су-24 из-за отказа продольного управления. Экипаж: Саттаров Наиль Шарипович — летчик-испытатель, полковник и Цой Олег Григорьевич — заслуженный летчик-испытатель СССР, полковник, успешно катапультировался.
- 08.07.1985 года был сбит ракетой самолёт-лаборатория Ан-26. Выполнялся облёт средств РТО аэродрома Ахтубинск. Самолёт пролетел над ВПП и начал уход на второй круг, когда руководитель полётов ошибочно дал команду на отворот в зону, где в это время истребитель МиГ-23МЛ проводил учебный пуск управляемой ракеты «воздух-воздух» по наземной цели (вертолёту с работающим двигателем). Ракета выбрала ближайшую цель и пробила крыло Ан-26 (заряда в ракете не было). Самолёт потерял управление и разбился. Экипаж восемь человек погиб.
- 9 августа 1991 года, авария самолёта МиГ-31, аэродром Ахтубинск. КК Заслуженный лётчик-испытатель СССР п-к Горбунов В. М. и ШК к-н Хазов С. П. При выполнении испытательного полёта произошло нарушение управляемости — крен, который не убирался. При вынужденной посадке крен достиг критического значения, экипаж «бочками» набрал высоту и успешно катапультировался. Причина ЛП — технический отказ: уход бустера элерона в крайнее положение.
- 11.03.1994 год. Самолёт Су-24, полёт под шторкой. На 26-й минуте полета в сложных метеоусловиях, на удалении 79 км от аэродрома взлёта самолет столкнулся c землей. Экипаж, Горелов Вячеслав Николаевич — летчик-испытатель, полковник и Колбаско Валерий Александрович — полковник, погиб. Причина ЛП не установлена.
- 21 ноября 1998 года. Авария самолёта М-17 «Стратосфера», аэродром Ахтубинск, лётчик-испытатель п-к Бухтияров В. Испытательный полёт, связанный с проверкой заявленных характеристик. Самолет самопроизвольно накренился вправо и вошел в штопор. Попытки летчика вывести из него оказались безрезультатными. На высоте около 5000 метров лётчик благополучно катапультировался. Самолёт столкнулся с землёй, разрушился и сгорел.
- 22 марта 2001 года. Авария МиГ-29УБ в Астраханской области (аэр. Ахтубинск). Самолёт упал, оба летчика успели катапультироваться.
- 9 августа 2008 года. Катастрофа самолёта Су-24М, аэродром базирования Ахтубинск, КК лётчик-испытатель п-к Зинов И. Л. и ШК штурман-испытатель п-к Ржавитин И. В. Выполнялся боевой вылет в составе группы из 3-х самолётов Су-24 на подавление грузинской артиллерии в районе с. Шиндиси, в ходе войны в Грузии. При первом заходе цель не была обнаружена, а на втором заходе самолет был сбит ЗРК, загорелся и столкнулся с землёй в районе с. Дзевери. Экипаж катапультировался. При приземлении штурман погиб вследствие падения на него сверху горящих обломков самолёта. Командир был тяжело ранен и попал в плен, 19 августа он был обменян на грузинских пленных. Штурман полковник Ржавитин И. В. удостоен звания Героя России посмертно.
- 23 июня 2011 года, катастрофа самолёта МиГ-29КУБ, аэродром Ахтубинск, лётчики: начальник ЛИЦ п-к Кружалин А. П. и начальник службы лётных испытаний п-к Спичка О. Л. Выполнялся полёт по программе испытаний. Самолёт столкнулся с землёй в 43 км от г. Ахтубинск в 500 м от х. Кабаково, лётчики погибли. Предположительная причина — дефект механизма складывания крыла. Крыло начало складываться при выполнении пикирования с 2000 до 500 метров. Указом президента России № 347 от 30 марта 2012 г. «За мужество и героизм, проявленные при исполнении воинского долга» полковники Кружалин и Спичка удостоены звания Герой России (посмертно). Командование центра и власти города Ахтубинска в июле 2011 года установили на месте гибели лётчиков памятную стелу. В Ахтубинске имена испытателей полковника Александра Павловича Кружалина и полковника Олега Леонидовича Спички увековечены в мемориале «Крыло Икара», посвящённом лётчикам-испытателям, не вернувшимся из полёта.[3]
- 15 апреля 2014 года, из-за отказа системы управления произошла катастрофа самолёта Як-130, экипаж: п/п-к Серёгин С. А. и ст. л-т Шиповалов А. При выполнении полёта (по некоторым данным — при заходе на посадку) самолёт столкнулся с землёй в 25 км юго-восточнее аэродрома Ахтубинск близ д. Батаевка Ахтубинского района Астраханской области. Серёгин С. А. погиб, Шиповалов А. благополучно катапультировался. Стремясь сохранить самолёт, лётчики приняли запоздалое решение на его покидание. Самолёт принадлежал Борисоглебскому филиалу ВУНЦ ВВС, лётчики находились в Ахтубинске в командировке.
- В ночь с 7 на 8 июня 2024 года на фоне вторжения России на Украину на аэродроме в результате дроновой атаки был поврежден самолёт Су-57[4].